# Zborovští
Zborowští byli polský šlechtický rod erbu Jastrzębiec.

## Historie
Prvním známým členem rodu byl Martin Zborowski (1492–1565), kastelán a vojvoda.  
Hlavní linie rodu vymřela jeho vnukem Alexandrem Zborowským v roce 1621. Vedlejší linie rodu vymřela roku 1728.  
Nejvíce se rod proslavil spory s kancléřem a hejtmanem Janem Zámojským. Rod Zborovských se zasloužil o volbu Štěpána Báthoryho polským králem v roce 1575. Nedočkal se však za to žádné odměny, ale za pomoci hejtmana a kancléře Zámojského byl odstaven od vlivu na správu státu a dokonce jeden z členů rodu Samuel Zborowski byl v roce 1584 popraven. Spor vyvrcholil ve vojenském konfliktu v letech 1587–1588, který skončil vítězstvím Jana Zámojského a porážkou Zborowských. 